# Новосельское муниципальное образование (Саратовская область)
Новосельское муниципальное образование — сельское поселение в Ершовском районе Саратовской области Российской Федерации.
Административный центр — посёлок Новосельский.

## География
Расположено в северной части Ершовского муниципального района, у его административной границы с Балаковским муниципальным районом.
Граничит с Балаковским муниципальным районом (на протяжении 15,45 км), Кушумским муниципальным образованием (на протяжении 24,49 км), Марьевским муниципальным образованием (на протяжении 10,29 км), Миусским муниципальным образованием (на протяжении 2,44 км) и Чапаевским муниципальным образованием (на протяжении 29,39 км).

## История
Статус и границы сельского поселения установлены Законом Саратовской области от 27 декабря 2004 года № 82-ЗСО «О муниципальных образованиях, входящих в состав Ершовского муниципального района»
Законом Саратовской области от 20 апреля 2018 года № 42−ЗСО Кушумское, Новосельское и Чапаевское муниципальные образования преобразованы, путём их объединения, во вновь образованное муниципальное образование «Новосельское муниципальное образование Ершовского муниципального района Саратовской области», наделённое статусом сельского поселения с административным центром в посёлке Новосельский.

## Население
| 2010  | 2011  | 2012  | 2013  | 2014  | 2015  | 2016  |
| ----- | ----- | ----- | ----- | ----- | ----- | ----- |
| 1448  | ↘1441 | ↘1401 | ↘1375 | ↘1358 | ↘1343 | ↘1333 |
| 2017  | 2018  | 2019  | 2020  | 2021  |       |       |
| ↘1297 | ↘1266 | ↗3101 | ↘3006 | ↘2754 |       |       |

## Состав сельского поселения
| №  | Населённый пункт | Тип населённого пункта          | Население |
| -- | ---------------- | ------------------------------- | --------- |
| 1  | Каменная Сарма   | село                            | ↘118      |
| 2  | Кушумская        | железнодорожная станция         | 27        |
| 3  | Лобки 2-е        | село                            | ↘462      |
| 4  | Новосельский     | посёлок, административный центр | ↘841      |
| 5  | Верхний Кушум    | село                            | ↘325      |
| 6  | Ветка            | посёлок                         | 57        |
| 7  | Кушумский        | посёлок, административный центр | ↘510      |
| 8  | Малый Перелаз    | село                            | 3         |
| 9  | Михайло-Вербовка | посёлок                         | ↘141      |
| 10 | Садовый          | посёлок                         | ↘315      |
| 11 | Светлое Озеро    | село                            | 25        |
| 12 | Дмитриевка       | село                            | ↘334      |
| 13 | Коптевка         | село                            | ↘87       |
| 14 | Чапаевка         | село, административный центр    | ↘568      |